# Turcsányi Olga
Turcsányi Olga; Turchányi, Turcsánszkai, született: Turcsányi Róza Jozefa Mária (Budapest, 1878. szeptember 9. – Budapest, Erzsébetváros, 1937. október 18.) színésznő, énekesnő.

## Életútja
Turchányi Gyula (1831–1883) 1848-49-es hadnagy, hírlapíró és Horváth Anna leányaként született. Már mint gyermekszereplő az akkor divatos gyermekdarabok primadonnája volt. 1895. szeptember 14-én Krecsányi Ignácnál Budán a Kis herceg c. darabban kezdte színpadi működését a Budai Színkörben. Ezután 1898-ban Kolozsvárott és Aradon működött, mint kitűnő operettszubrett. 1902-ben a Magyar Színház tagja lett és az ő nevéhez fűződik a Víg özvegy c. operett budapesti nagy sikere, melyben ő játszotta először Glavari Hanna szerepét, mint Ráthonyi Ákos partnere. Innen külföldre, Franciaországba, majd Oroszországba ment. 1907 novemberében a Népszínház—Vígopera tagja lett, ahol állandóan nagy sikerrel szerepelt, 1907–1908-ban a Bonbonnière Kabaré tagja volt. 1909. március 2-án Budapesten, az Erzsébetvárosban házasságra lépett Mariházy Miklós színigazgatóval. Ettől kezdve állandóan a férje színtársulatánál működött, mint énekesnő s művészetével ő volt annak egyik főerőssége. 1927–28-ban a Fővárosi Operettszínházhoz szerződött. Mariházy visszalépésével ő is visszavonult a színészettől. Halálát szívgyengeség okozta.
Leánya: Baby, szintén a színpadra készült, de hamarosan férjhez ment és visszavonult a családi életbe.

## Fontosabb szerepei
- Hanna (Lehár Ferenc: A víg özvegy)
- Adél (ifj. Johann Strauss: A denevér)
- Erika (Csepreghy F.: A sárga csikó)